# Katedra Wniebowzięcia Najświętszej Maryi Panny w Győr
Katedra Wniebowzięcia Najświętszej Maryi Panny w Győr (węg. Győri bazilika) – główna świątynia rzymskokatolickiej diecezji Győr na Węgrzech. Poświęcona Wniebowzięciu Najświętszej Maryi Panny (węg. Mennyekbe Fölvett Boldogságos Szűz Mária) pochodzi z XII wieku. Romański kościół został odbudowany po raz pierwszy w gotyku, następnie w baroku. Mieści się w Győr, przy ulicy Kaptalandomb.
Kaplica jest miejscem przechowywania XV-wiecznego hełmu króla Władysława I świętego. Dekoracje ścian świątyni wykonał austriacki mistrz, Franz Anton Maulbertsch. 

## Historia
Pierwsza romańska budowla miała kryptę i obszerne prezbiterium. Została wybudowana w czasach króla Stefana I Świętego. Półkolista apsyda północnej nawy głównej bocznej należy do tego okresu podczas gdy inne dwie apsydy zostały odbudowane na początku XX wieku. W 1240 świątynia uległa zniszczeniu przez Mongołów. Po 1270 kościół przeszedł gotycką odbudowę a następnie między 1481 i 1486 świątynia została poszerzona. Olbrzymie wsporniki wykonane z obrobionych kamieni wzdłuż południkowej ściany pochodzące z XIII wieku, otoczone murem futryn okiennych i rzędem gotyckich arkad zostały odkryte w przestrzeni dachowej.
Jednonawowa kaplica zbudowana około 1400 i poświęcona Władysławowi I świętemu jest połączona z południową nawą boczną katedry. Ozdobne sklepienie i dwudziestowieczne witraże podkreślają gotycki charakter kaplicy. Tutaj znajduje się jedna z najcenniejszych prac węgierskiego złotnika, hełm króla Władysława I Świętego. Sarkofag biskupa męczennika błogosławionego Vilmosa Apora (1892–1945) jest relikwiarzem typu herma.
Barokowa odbudowa trwała w latach 1634–1645. Wchodząc przez wykuty portal z brązu, barokowe wnętrze może być docenione przez dzieła dwóch zauważonych mistrzów okresu, architekta Menyhérta Hefele i malarza Franza Antona Maulbertscha.